# Éléphant de savane d'Afrique
Loxodonta africana
Espèce
Statut de conservation UICN

 EN A2abd : En danger
Répartition géographique
Statut CITES
Statut CITES
Statut CITES
L'Éléphant de savane d'Afrique ou simplement Éléphant de savane (Loxodonta africana) est une espèce de mammifères de la famille des Éléphantidés.
Il s'agit du plus grand (en volume, car la girafe est plus grande, en hauteur) des animaux terrestres vivant actuellement, qui mesure en moyenne 4 mètres au garrot et pèse environ 6 tonnes pour le mâle et 4 tonnes pour la femelle. Cette espèce se rencontre en prairie, marécage et bord de fleuve, jusqu'en Afrique du Sud. Il fait partie des éléphants contemporains survivants.
Les différents éléphants africains ont longtemps été considérés comme des représentants de sous-espèces du taxon Loxodonta africana. De récentes études génétiques ont permis de démontrer que les deux principales sous-espèces africaines Loxodonta africana africana et Loxodonta africana cyclotis étaient en fait deux espèces distinctes : en Afrique, il convient donc de distinguer désormais l'éléphant de savane (Loxodonta africana) et l’éléphant de forêt (Loxodonta cyclotis).
En 2021, l'espèce est considérée comme en danger d'extinction.

## Caractéristiques

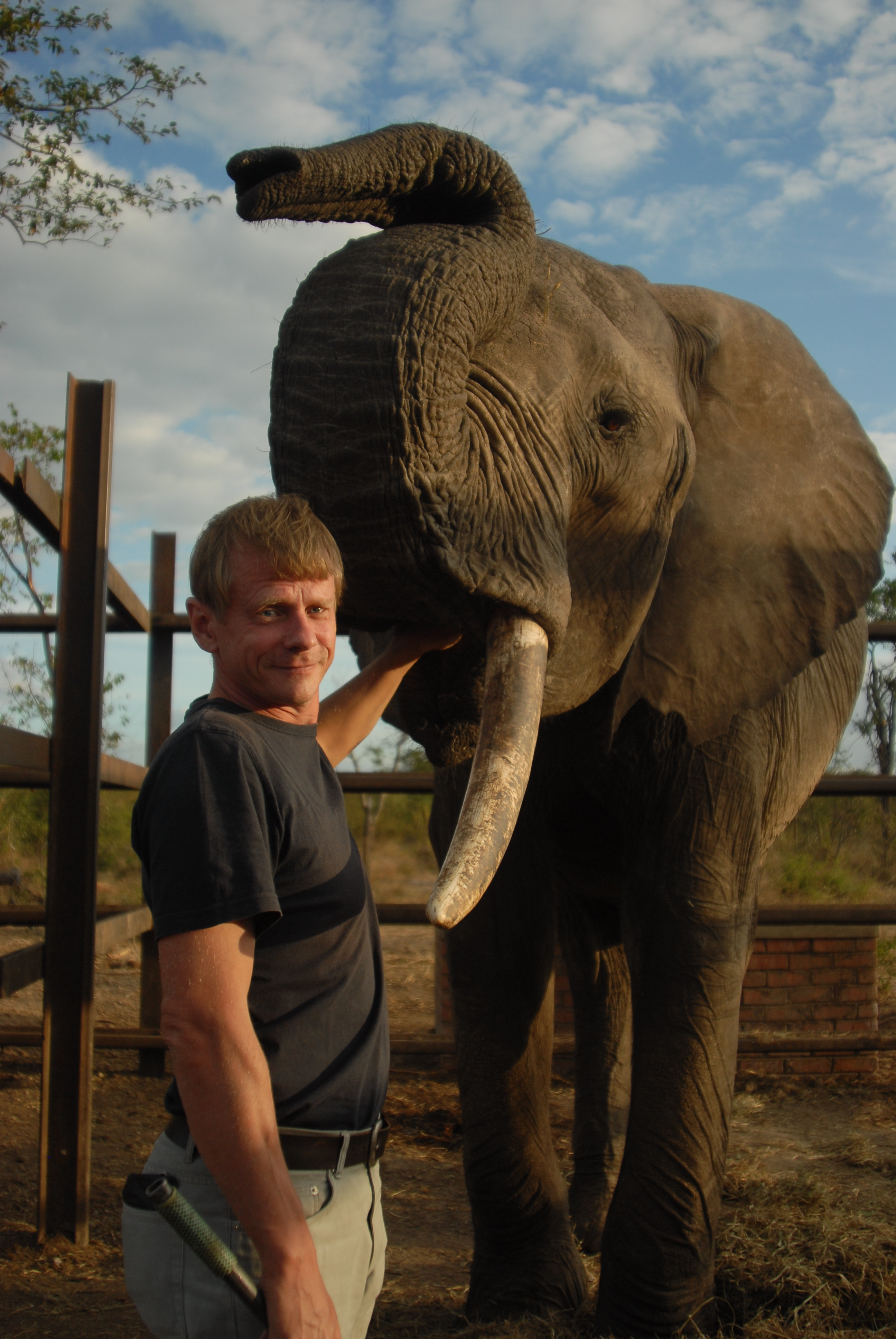
Dan Koehl, soigneur d’éléphant franco-suédois, et Bonniface, éléphant de savane d'Afrique mâle à la Elephant Experience (chutes Victoria).

L'éléphant de savane d'Afrique est plus grand que l'éléphant d'Asie. Les mâles mesurent entre 6,5 et 7,5 mètres de long, de 3 à 4 mètres au garrot (3,5 mètres en moyenne) et pèsent de 5 à 8 tonnes (6,5 tonnes en moyenne), tandis que les femelles, plus petites, mesurent de 5 à 6 mètres de long, de 2,5 à 3,5 mètres au garrot et pèsent de 3 à 4,5 tonnes (3,75 tonnes en moyenne).
L'éléphant de savane d'Afrique a de plus longues et plus grandes oreilles que celles de son cousin d'Asie. Il présente également une taille moyenne plus importante et un dos concave. Les mâles et les femelles ont des défenses externes qui leur permettent d'arracher des écorces ou des racines qu'ils mangent, mais aussi de se défendre lors d'affrontements. Ils sont d'habitude moins poilus que leurs cousins asiatiques.

## Classification

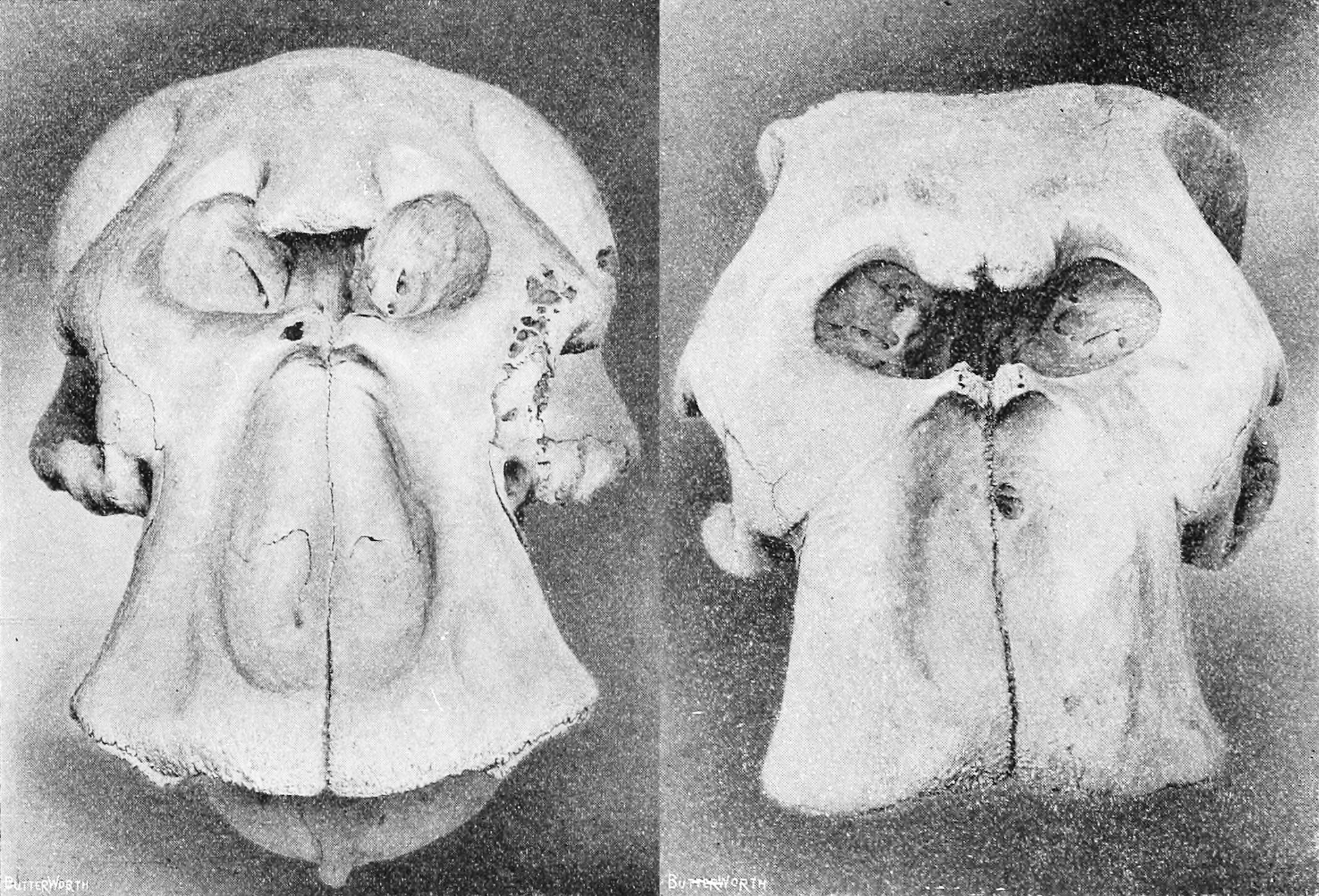
Crânes d'éléphants d'Afrique adultes : de face. A gauche : Eléphant africain de brousse. A droite : Éléphant de forêt d'Afrique

Les différents éléphants africains ont longtemps été considérés comme des représentants de sous-espèces du taxon Loxodonta africana. De récentes études génétiques ont permis de démontrer que les deux principales sous-espèces africaines Loxodonta africana africana et Loxodonta africana cyclotis étaient en fait deux espèces distinctes ; en Afrique, il convient donc de distinguer désormais l'Éléphant de savane (Loxodonta africana) et l'Éléphant de forêt (Loxodonta cyclotis).
En revanche, l'éléphant du désert, qui ne subsiste aujourd'hui qu'en Namibie et au Mali, n'est pas une sous-espèce, il s'agit d'éléphants de savane qui se sont accoutumés aux conditions difficiles du désert.

## L'éléphant de savane et l'Homme

### Statut de conservation et menaces

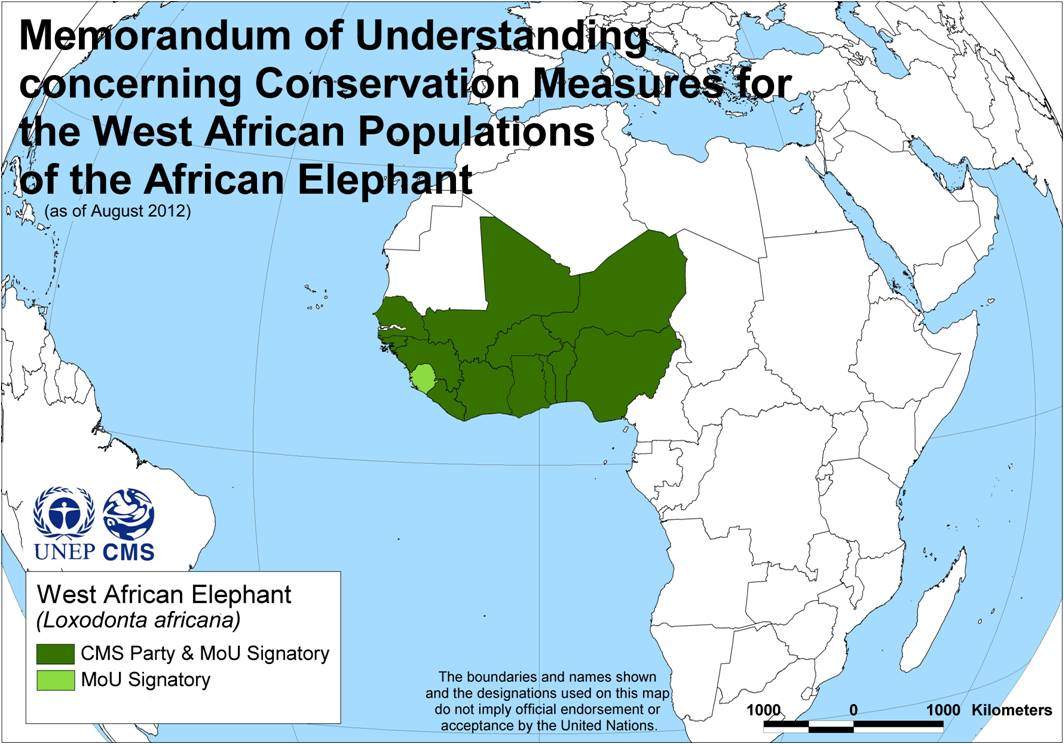
Parties signataires du Memorandum sur la protection de l'éléphant en Afrique de l'Ouest établi sous l'égide de l'ONU et de la Convention de Bonn.

L'éléphant de savane d'Afrique est considéré comme une espèce en danger d'extinction,. En 2014, ses effectifs sont évalués à 352 000 individus, soit 30 % de moins qu'en 2007. Leur population générale diminue de façon alarmante, puisqu'une étude de l'ONG Elephants Without Borders l'estimait à 1,3 million en 1979 et à 20 millions avant la colonisation. Le braconnage lié au commerce de l'ivoire, notamment avec le continent asiatique et la perte de l'habitat sont les causes principales de son déclin. En Tanzanie, ou encore au Mozambique, ce sont la moitié des éléphants qui ont été décimés en l'espace de 5 ans (2009-2014). Mais la Chine interdit tout commerce de l'ivoire sur son territoire à partir de 2018.

### En captivité
Animaux populaires, les éléphants ont depuis longtemps été maintenus captifs dans des parcs zoologiques et des cirques, ce qui alimente toutefois un certain nombre de controverses. Aux XIXe et XXe siècles, les éléphants étaient capturés dans la nature : il était fréquent d'abattre une mère protégeant son petit, et le taux de mortalité était relativement élevé. Ces pratiques ont été interdites depuis, et de nos jours pratiquement tous les éléphants présentés sont nés en captivité, à l'exception de quelques individus âgés. Une cinquantaines de parcs européens (dont huit zoos Français) présentent actuellement des éléphants de savane d'Afrique.
La présentation d'éléphants en captivité requiert des installations particulières qui ne sont pas à la portée de tous les parcs zoologiques, notamment pour ce qui concerne le nombre, la taille et l'aménagement des enclos extérieurs et intérieurs, devant assurer aux éléphants une vie sociale convenable, mais aussi la sécurité des soigneurs. La taille de l'enclos, bien que très importante pour ces grands animaux habitués à parcourir de grandes distances dans la nature, n'est cependant pas le seul facteur de bien-être à prendre en compte : une vie sociale en groupe, la configuration des sols et la présence d'enrichissements encourageant les comportements naturels sont particulièrement importants. Plusieurs enclos doivent être prévus pour séparer les individus si besoin. Les éléphants vivent en effet dans des sociétés à dynamique dite de fission-fusion, et des enclos doivent êtres prévus également pour séparer les mâles, normalement solitaires, et qui peuvent être parfois dangereux pour les petits,.
L'élevage dans un environnement clos artificiel des éléphants de savane d'Afrique est difficile. Un programme d'élevage européen (EEP) a donc été mis en place en 1993. Il est coordonné par le zoo de Wuppertal. Quelques zoos parviennent à reproduire régulièrement les éléphants, comme par exemple le parc zoologique de Berlin-Friedrichsfelde. Certains parcs ne présentent pas d'éléphants dans le but d'obtenir de la reproduction, mais détiennent des « bachelors groups » (le zoo de la Flèche par exemple), c'est-à-dire des groupes de mâles, souvent jeunes et voués à partir à terme vers d'autres zoos, ces derniers étant difficiles à placer et à maintenir dans des groupes reproducteurs.

## Galerie

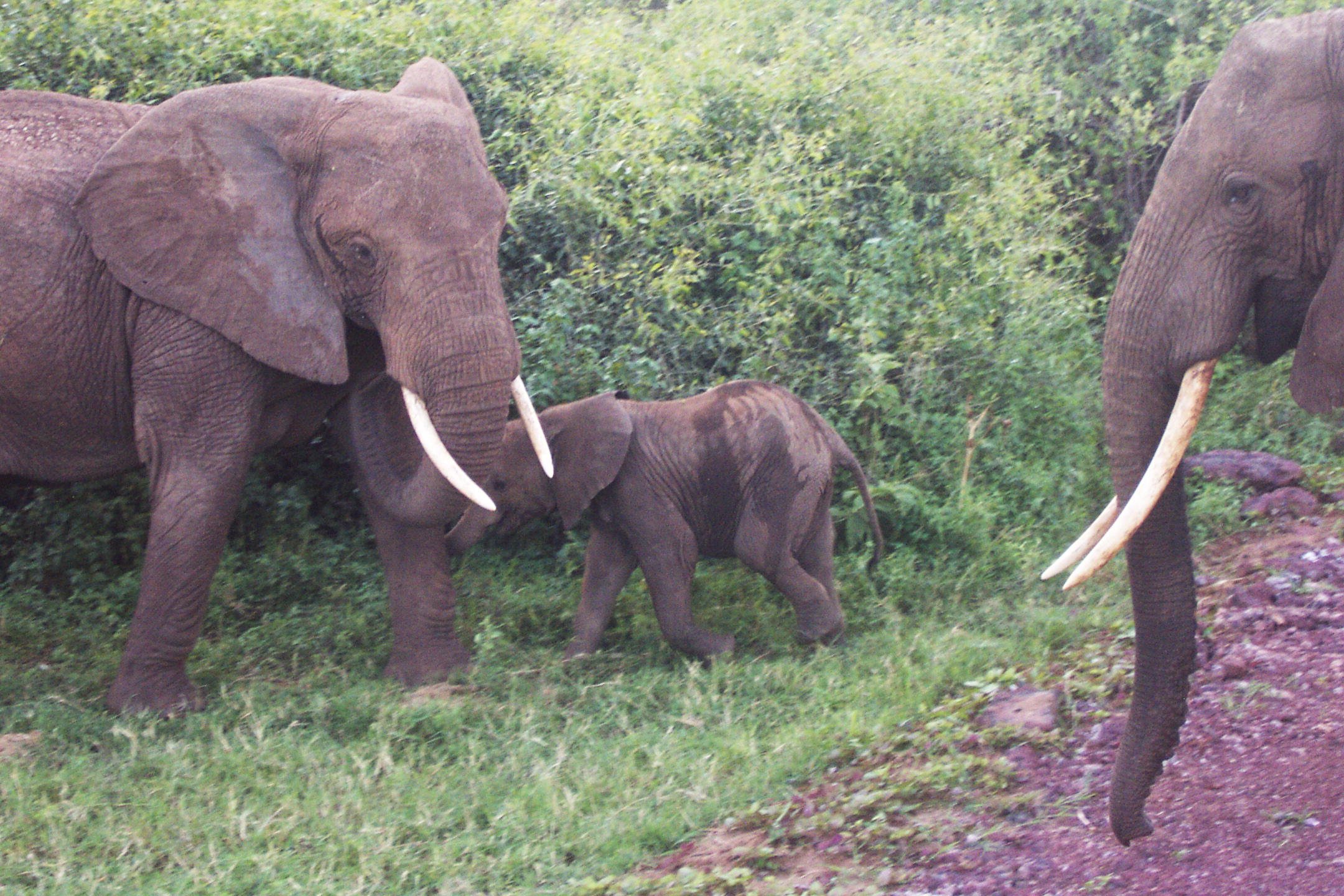
Une famille d'éléphants de savane d'Afrique en Tanzanie.
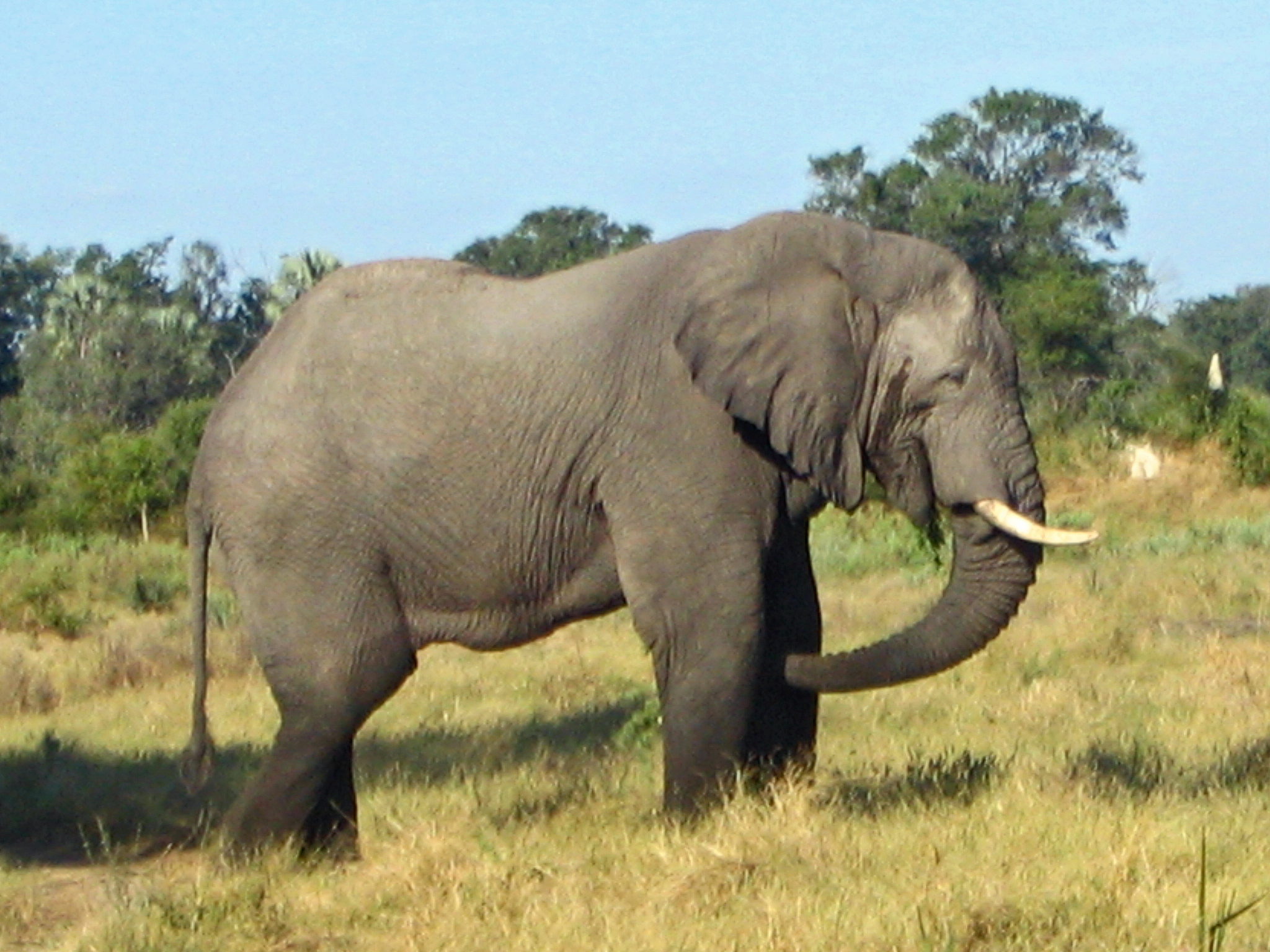
Un éléphant de savane d'Afrique au Botswana.
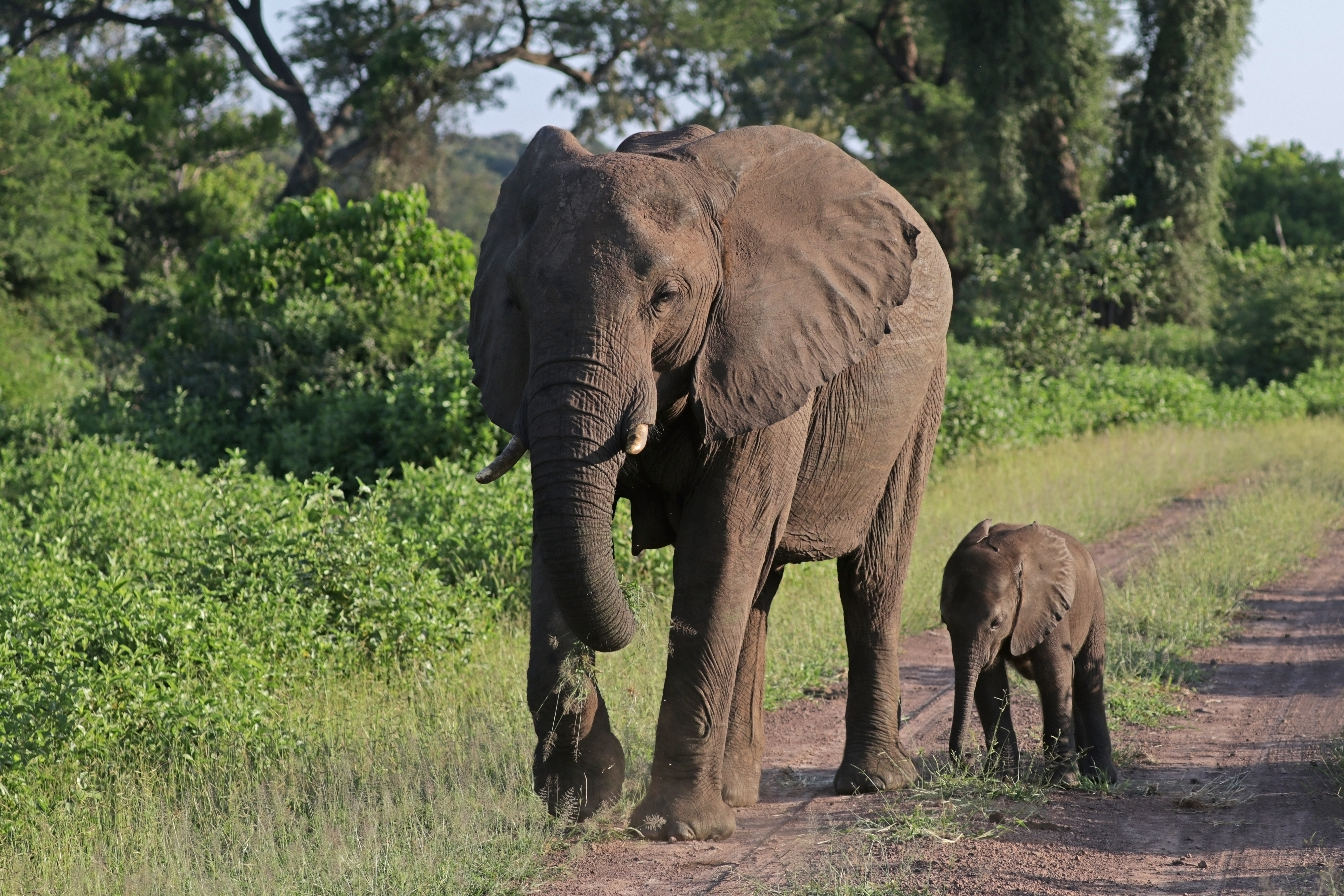
Une éléphante de savane d'Afrique avec son petit dans la Matetsi Safari Area au Zimbabwe.
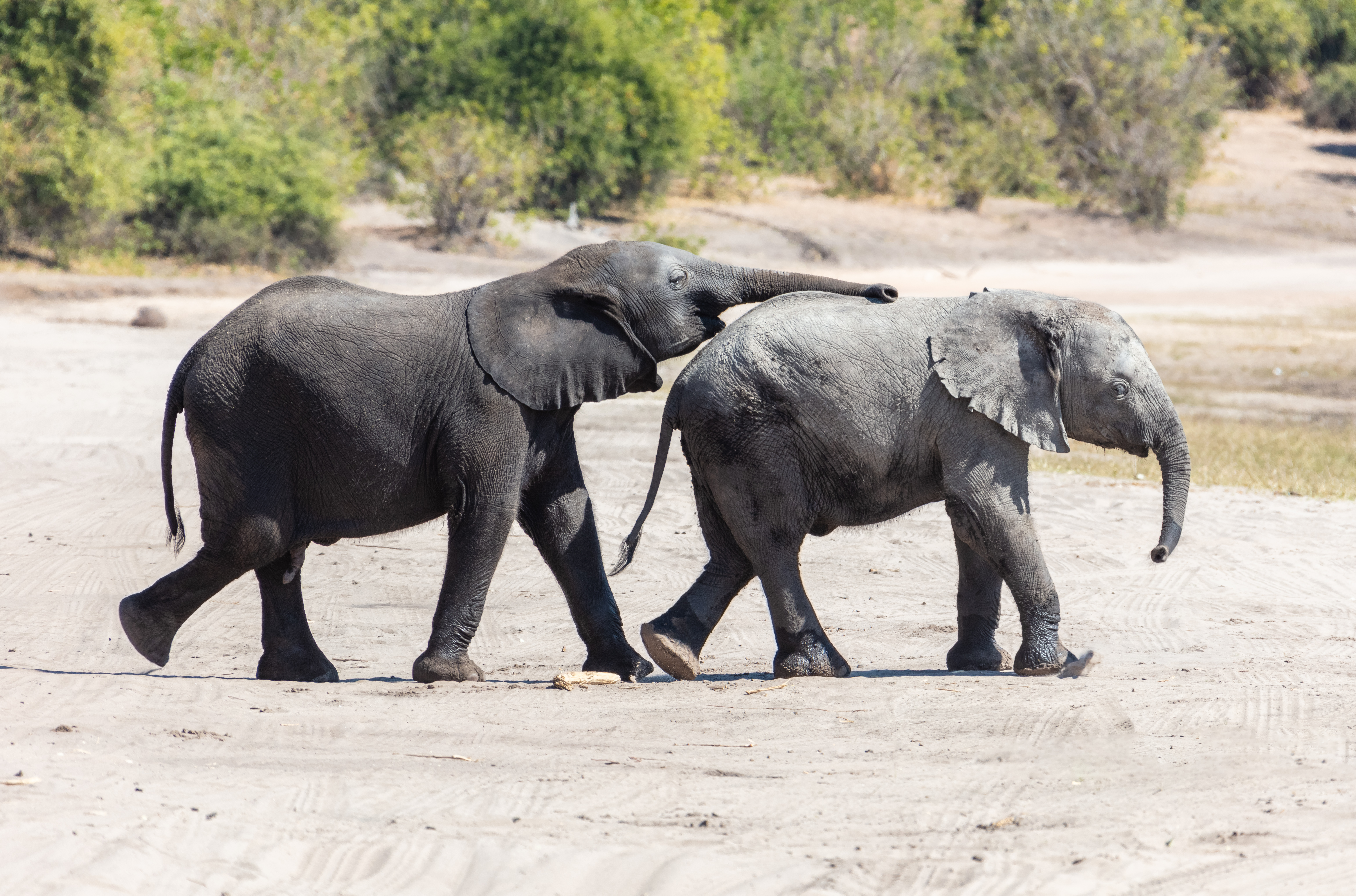
Bébés éléphants de savane d'Afrique dans le parc national de Chobe au Botswana.
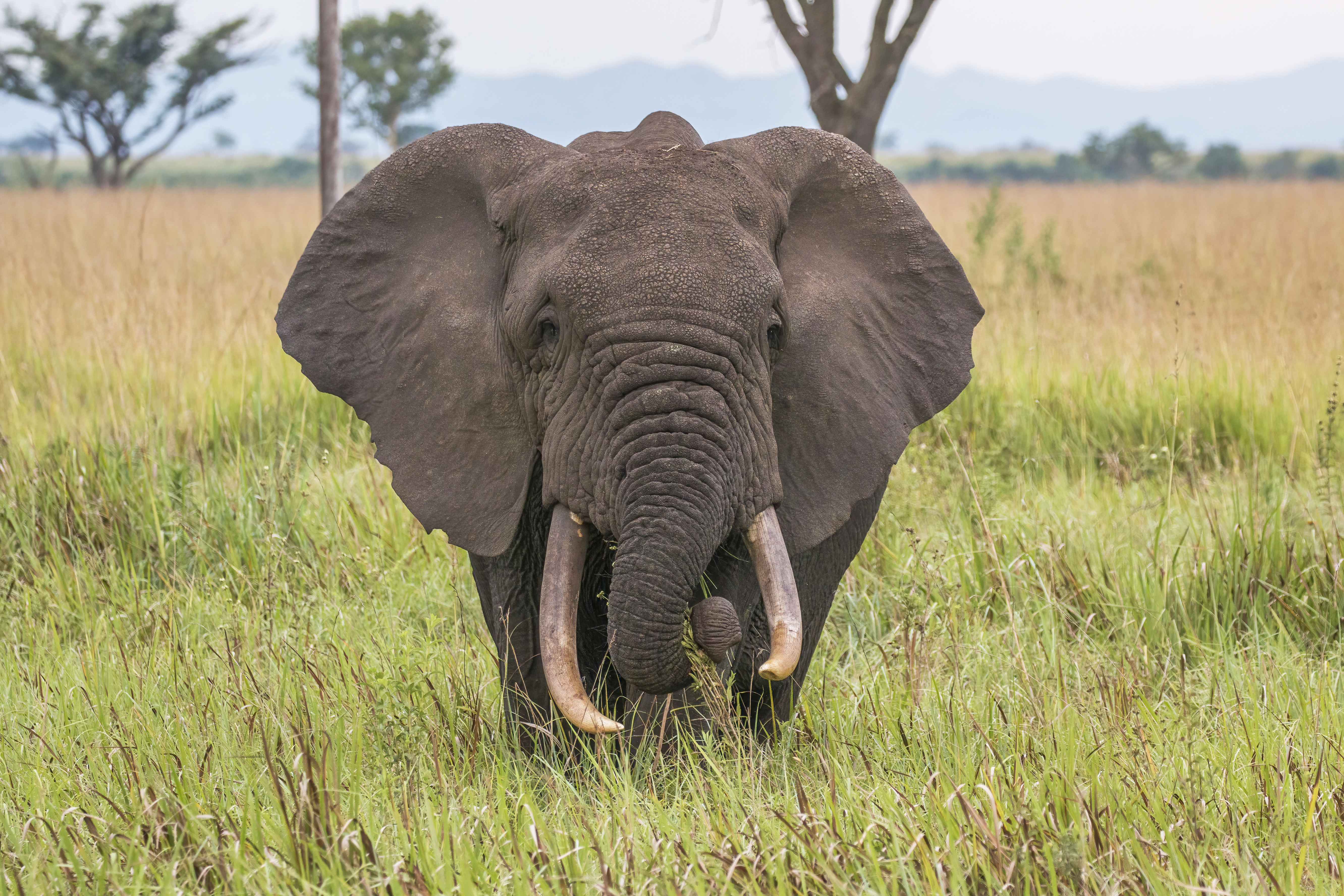
Éléphant de savane d'Afrique inquiet dans le parc national Queen Elizabeth en Ouganda.
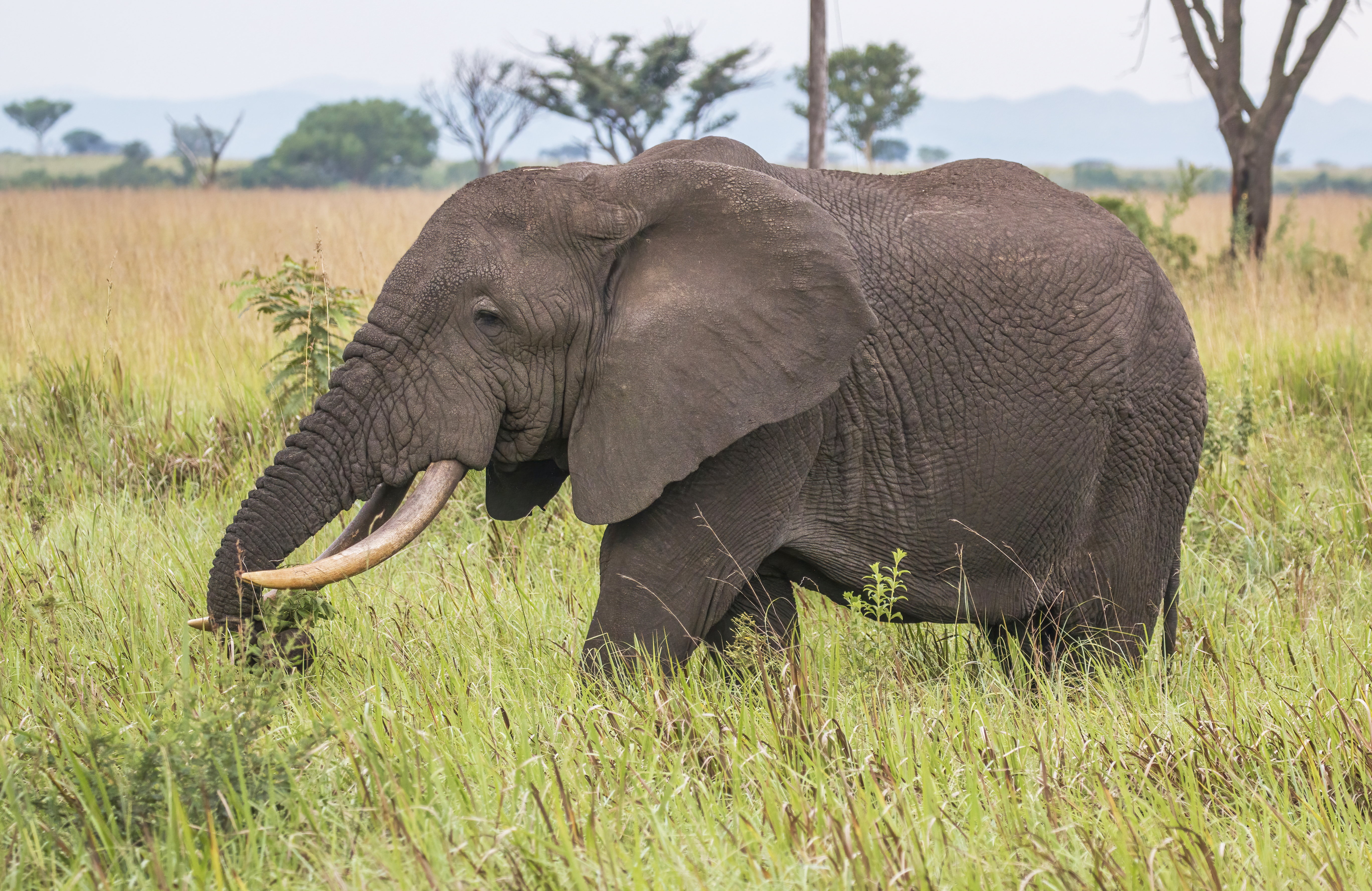
Éléphant de savane d'Afrique rassuré, dix secondes après.

Éléphants de savane d'Afrique en Afrique du Sud
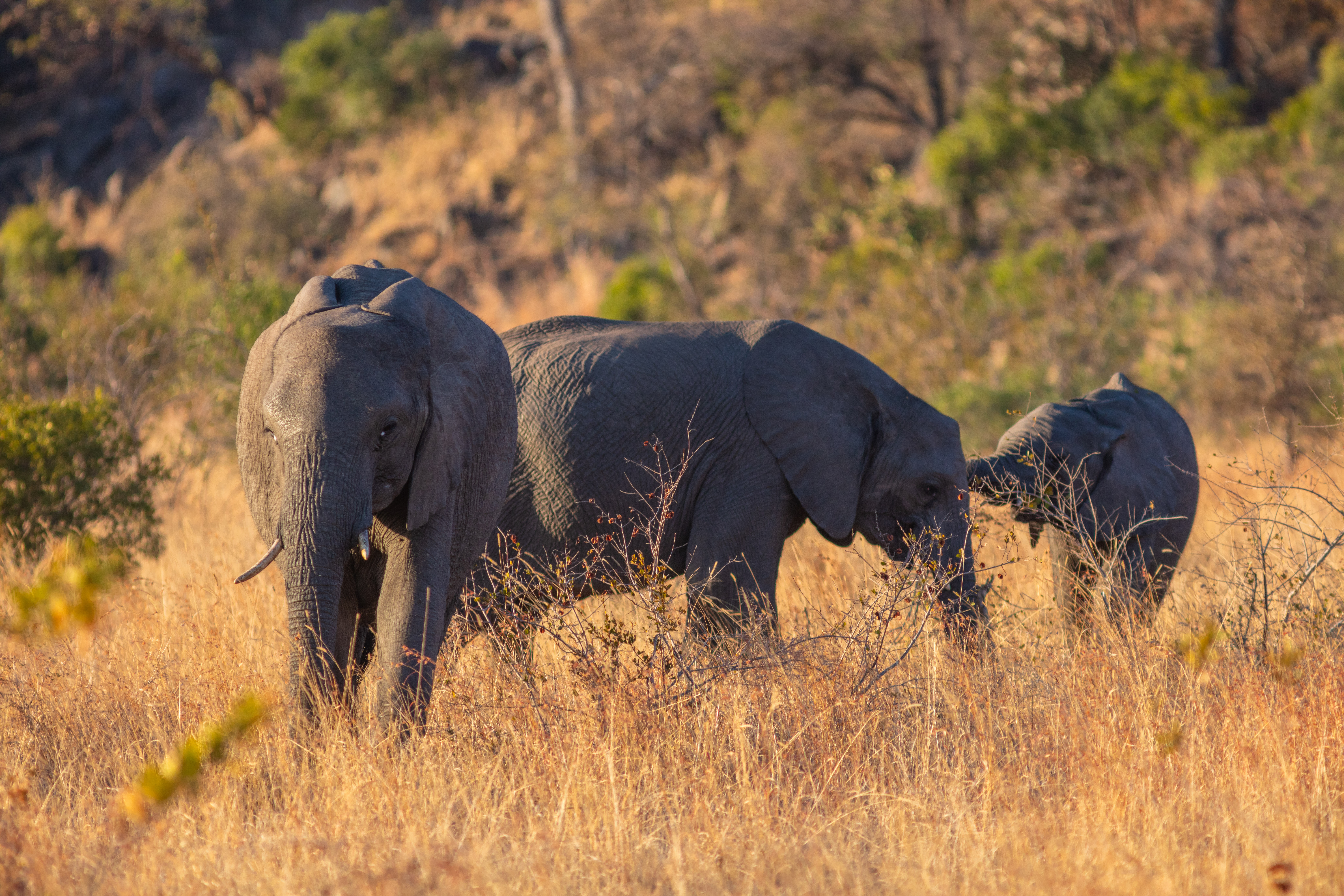
Troupeau dans le parc national Kruger.
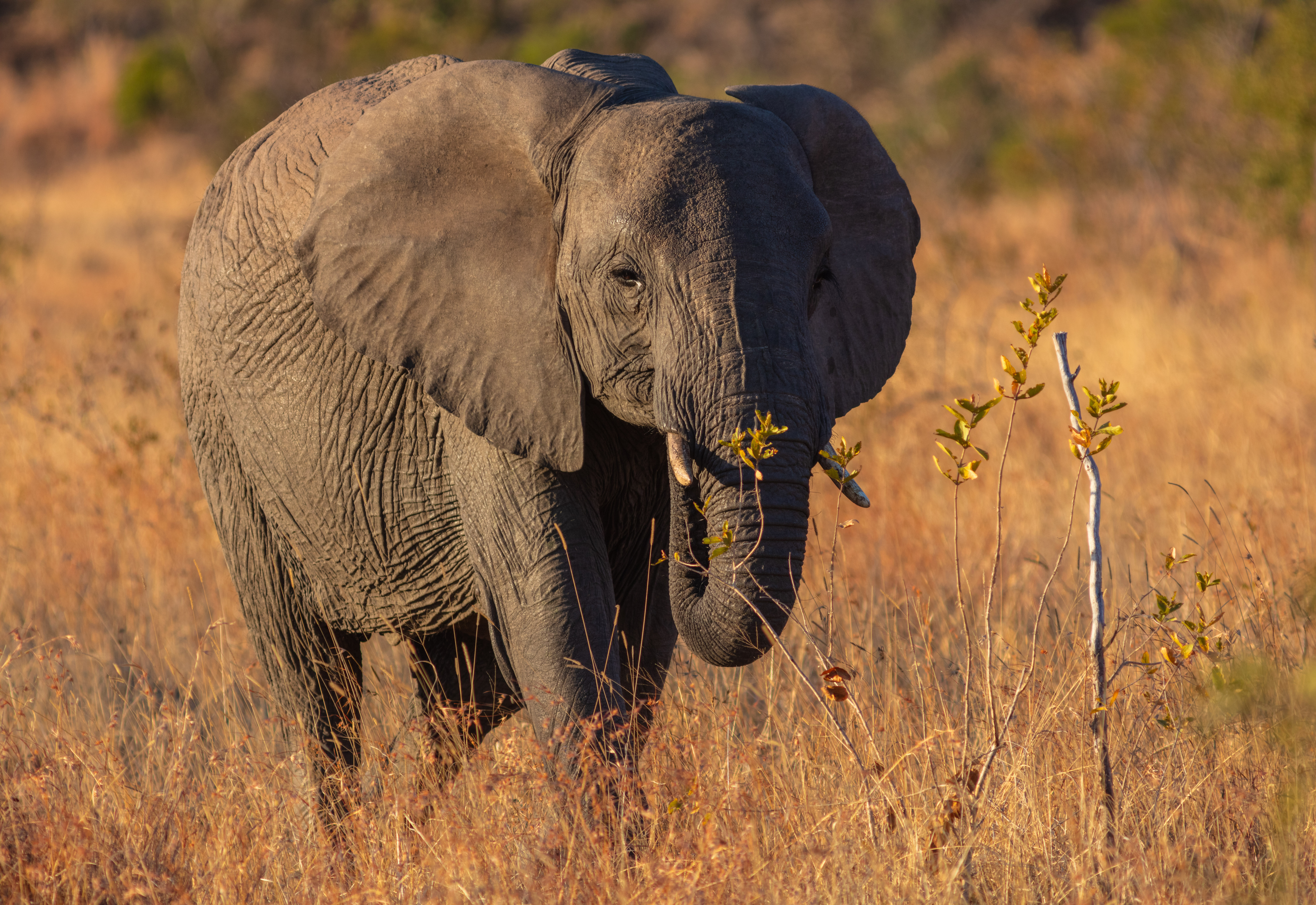
Un éléphant de savane d'Afrique dans le Parc national Kruger.
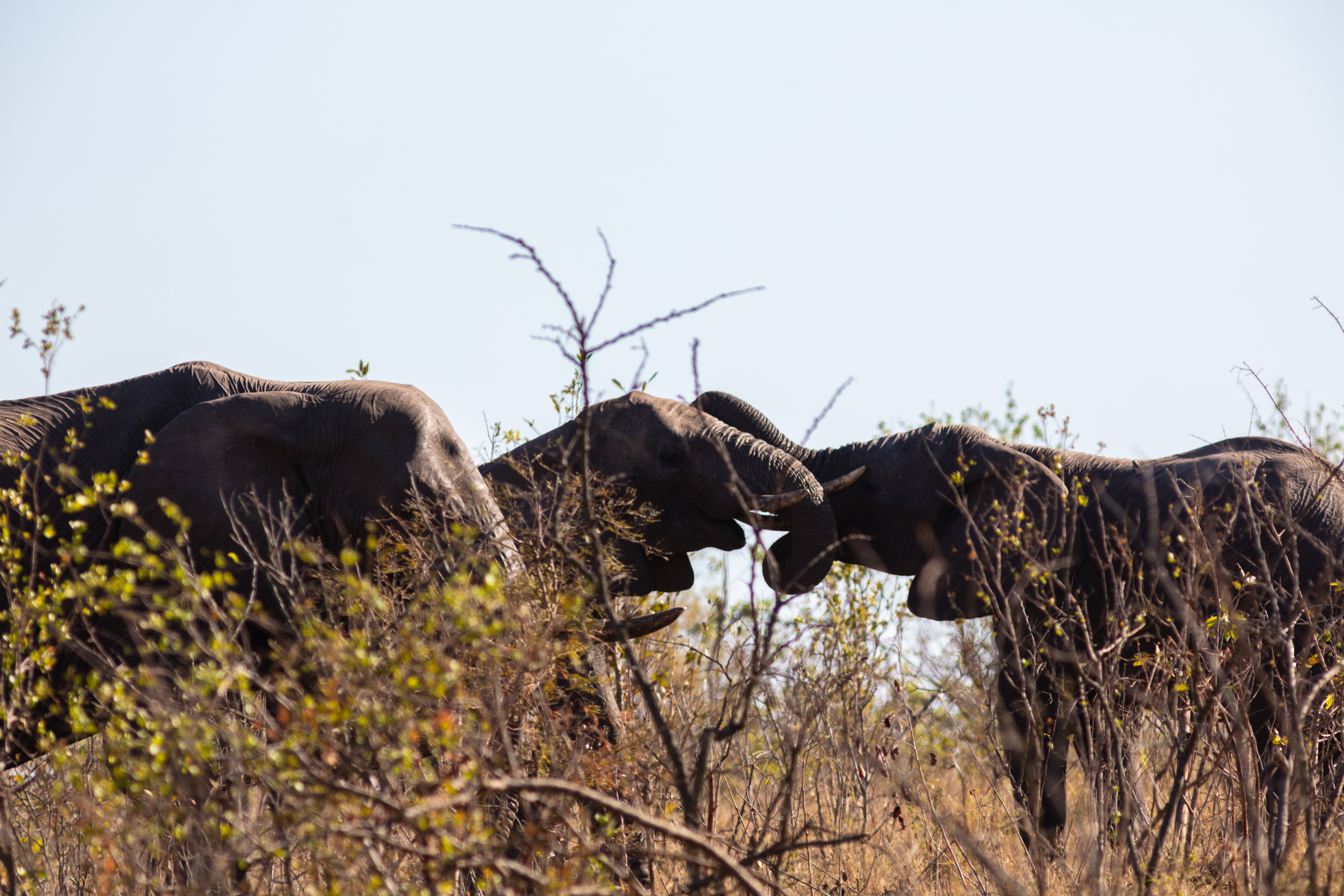
Rituel d'accouplement.

### Vidéographie
- Documentaire anglais Combat de géants en Afrique, réalisé par Brad Bestelink, BBC Earth, 2014, diffusion France 2 émission Grandeurs Nature, dimanche 16 novembre 2014, 16 h 25 . Dans les marais temporaires de l'imprévisible rivière Savuti, se perdant dans le désert du Kalahari, au Botswana, voici la cohabitation spécifique des lions et des éléphants, qui devient l'enfer pour les seconds, géants vulnérables au piège de la sécheresse.
- Documentaire scientifique La nuit des éléphants de Thierry Machado, avec l'aide de Guilhem Touzery, coproduction Galatée de Jacques Perrin (voix) et Barthélemy Fougea, avec un équipement de caméras ultrasensibles. L'apport d'Hervé Fritz, directeur scientifique au CNRS, coordonnateur d'une équipe pluridisciplinaire et internationale au parc national de Hwange, au nord-ouest du Zimbabwe, a permis de suivre avec efficacité le parcours saisonnier des éléphants, avoisinant 500 km, dans des paysages étonnamment variés. Actifs jour et nuit, ces derniers sur leurs gardes ne dorment pratiquement jamais le jour, et sont même plus à l'aise dans un environnement nocturne, plus frais, où leur sens perceptif (écouter avec ses pattes) font merveille. Les différents groupes matriarcaux femelles-petits se distinguent des puissants mâles pachydermes autonomes, indépendants, même s'ils suivent grosso modo le même parcours. À noter l'histoire conjointe d'un petit éléphanteau. Diffusion France 2, le 23 décembre 2014.
- Documentaire anglo-saxon Mind of a giant traduit par Dans la tête des éléphants, 55 minutes, écrit et réalisé par Emre Izat et Geoff Luck, Vulcan production, diffusion France 5 le 14 septembre 2016 à 20 h 45 et le 4 octobre 2016 à 15 h 45 en ligne. Une observation généraliste et grand public des derniers éléphants sauvages par l'équipe scientifique de Mike Chase, chargée de leur recensement aérien.